# Gillies Highway
Der Gillies Highway ist eine Fernverkehrsstraße in Queensland, Australien. Er hat eine Länge von 53 km und verläuft in Nordost-Südwest-Richtung von Gordonvale an der Ostküste Australiens bis nach Atherton am Kennedy Highway.
Gleich hinter Little Mulgrave steigt die Straße in Serpentinen durch die Lamb Range in die Atherton Tablelands auf. Über Yungaburra am Südufer des Lake Tinaroo führt sie nach Atherton, wo sich die Atherton Herberton Road als Fortsetzung anschließt.